# Experiment de Trouton-Noble

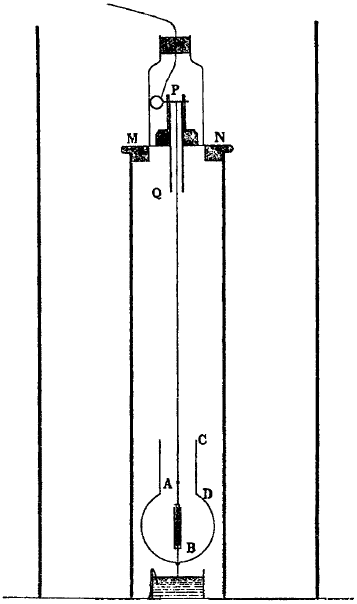
Un condensador circular B, de 7,7 cm de diàmetre, construït a partir de múltiples capes de mica i paper d'alumini, es va encaixar en una bola de cel·luloide esfèrica llisa D que estava coberta amb pintura conductora i que estava suspesa per un fi cable de bronze fosforós de 37 cm de llarg dins d'un tub connectat a terra. El cable estava connectat a un elèctrode d'una màquina de Wimshurst que mantenia les plaques alternes del condensador carregades a 3000 volts. Les plaques oposades del condensador, així com la bola de cel·luloide, es mantenien a tensió de terra mitjançant un fil de platí que es submergia en un bany d'àcid sulfúric que no només servia com a elèctrode conductor, sinó que també esmorteïa les oscil·lacions i actuava com a dessecant. Un mirall connectat al condensador es va observar a través d'un telescopi i va permetre veure petits canvis d'orientació.

L'experiment Trouton-Noble va ser un intent de detectar el moviment de la Terra a través de l'èter luminífer, i va ser dut a terme entre 1901 – 1903 per Frederick Thomas Trouton i HR Noble. Es basava en un suggeriment de George FitzGerald que un condensador de plaques paral·leles carregat que es movia a través de l'èter s'havia d'orientar perpendicularment al moviment. Igual que l'experiment anterior de Michelson-Morley, Trouton i Noble van obtenir un resultat nul: no es va poder detectar cap moviment relatiu a l'èter. Aquest resultat nul va ser reproduït, amb sensibilitat creixent, per Rudolf Tomaschek (1925, 1926), Chase (1926, 1927) i Hayden el 1994. Ara es veu que aquests resultats experimentals, d'acord amb la relativitat especial, reflecteixen la validesa del principi de la relativitat i l'absència de qualsevol sistema de referència (o èter) en repòs absolut. L'experiment és una prova de la relativitat especial.
L'experiment de Trouton-Noble també està relacionat amb experiments mentals com la "paradoxa de Trouton-Noble" i la "palanca d'angle recte" o "paradoxa de Lewis-Tolman". S'han proposat diverses solucions per resoldre aquest tipus de paradoxa, totes elles d'acord amb la relativitat especial.

## Experiment de Trouton-Noble
En l'experiment, un condensador de plaques paral·leles suspès es manté mitjançant una fibra de torsió fina i es carrega. Si la teoria de l'èter fos correcta, el canvi en les equacions de Maxwell a causa del moviment de la Terra a través de l'èter provocaria un parell de forces que faria que les plaques s'alineessin perpendicularment al moviment. Això ve donat per:
{\displaystyle \tau =-E'{\frac {v^{2}}{c^{2}}}\sin 2\alpha '}
on {\displaystyle \tau } és el parell de torsió, {\displaystyle E} l'energia del condensador, {\displaystyle \alpha } l'angle entre la normal de la placa i la velocitat.
D'altra banda, l'afirmació de la relativitat especial que les equacions de Maxwell són invariants per a tots els sistemes de referència que es mouen a velocitats constants no prediria cap parell de torsió (un resultat nul). Així, tret que l'èter estigués d'alguna manera fixat en relació amb la Terra, l'experiment és una prova de quina d'aquestes dues descripcions és més precisa. El seu resultat nul confirma, doncs, la invariància de Lorentz de la relativitat especial.
Tanmateix, mentre que el resultat experimental negatiu es pot explicar fàcilment en el marc de referència en repòs del dispositiu, l'explicació des del punt de vista d'un marc de referència no comòbil (relativa a la qüestió de si hauria de sorgir el mateix parell de forces que en el "marc de referència d'èter" descrit anteriorment, o si no sorgeix cap parell de forces) és molt més difícil i s'anomena "paradoxa de Trouton-Noble", que es pot resoldre de diverses maneres (vegeu les Solucions a continuació).

## Paradoxa de la palanca d'angle recte

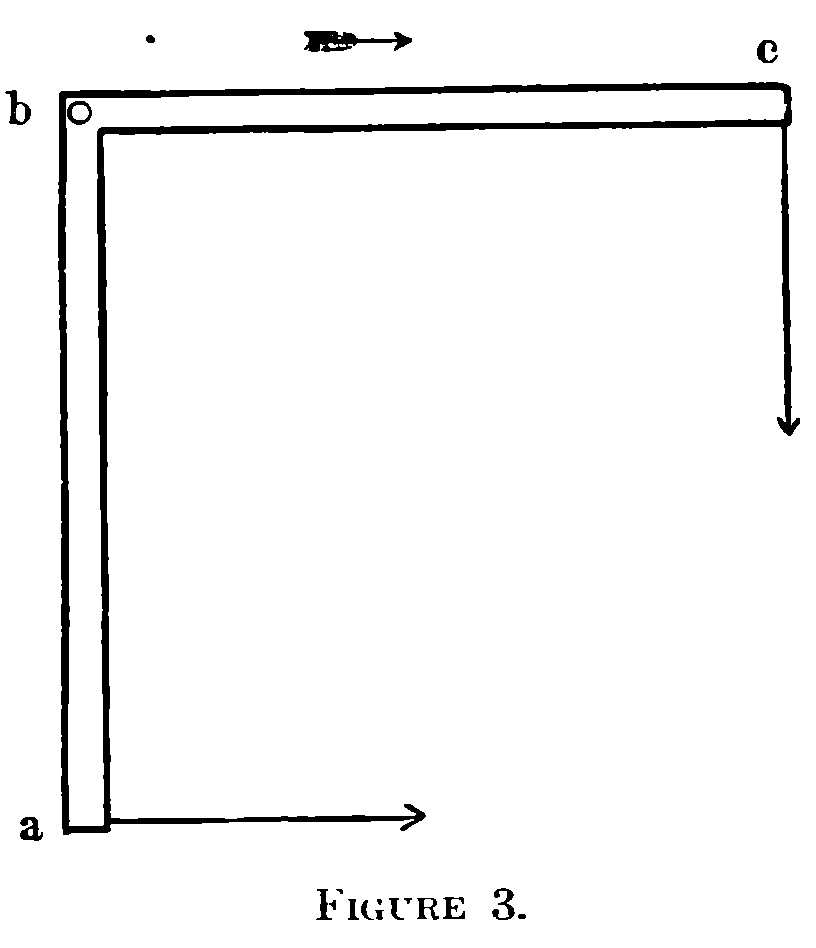

La paradoxa de Trouton-Noble és essencialment equivalent a un experiment mental anomenat paradoxa de la palanca d'angle recte, discutit per primera vegada per Gilbert Newton Lewis i Richard Chase Tolman el 1909.  Suposem una palanca d'angle recte amb extrems abc. En el seu sistema de repòs, les forces {\displaystyle f_{y}} cap a ba i {\displaystyle f_{x}} cap a bc ha de ser igual per obtenir l'equilibri, per tant, la llei de la palanca no dóna cap parell de força:
{\displaystyle \tau '=L_{0}\left(f'_{x}-f'_{y}\right)=0}
on {\displaystyle \tau } és el parell de parell, i {\displaystyle L_{0}} la longitud restant d'un braç de palanca. Tanmateix, a causa de la contracció de la longitud, ba és més llarga que bc en un sistema que no es mou conjuntament, per tant, la llei de la palanca dóna:
{\displaystyle \tau =f_{x}\cdot L_{0}-f_{y}\cdot L_{0}{\sqrt {1-{\frac {v^{2}}{c^{2}}}}}=L_{0}\left(f_{x}-f_{y}{\sqrt {1-{\frac {v^{2}}{c^{2}}}}}\right)}
Es pot veure que el parell de gir no és zero, cosa que aparentment faria que la palanca giri en el marc no mòbil. Com que no s'observa cap rotació, Lewis i Tolman van concloure que no existeix cap parell de torsió, per tant:
{\displaystyle {\frac {f_{x}}{f_{y}}}={\sqrt {1-{\frac {v^{2}}{c^{2}}}}}}
Tanmateix, com va demostrar Max von Laue (1911), això està en contradicció amb les expressions relativistes de la força,
{\displaystyle f_{x}=f'_{x},\ f_{y}=f'_{y}\cdot {\sqrt {1-{\frac {v^{2}}{c^{2}}}}}}
que dóna
{\displaystyle {\frac {f_{x}}{f_{y}}}={\frac {1}{\sqrt {1-{\frac {v^{2}}{c^{2}}}}}}}
Quan s'aplica a la llei de la palanca, es produeix el següent parell de gir:
{\displaystyle \tau =-L_{0}\cdot f'_{x}\cdot {\frac {v^{2}}{c^{2}}}}
Que és principalment el mateix problema que en la paradoxa de Trouton-Noble.

## Solucions
L'anàlisi relativista detallada tant de la paradoxa de Trouton-Noble com de la paradoxa de la palanca d'angle recte requereix cura per reconciliar correctament, per exemple, els efectes vistos pels observadors en diferents marcs de referència, però en última instància es demostra que totes aquestes descripcions teòriques donen el mateix resultat. En ambdós casos, un parell de forces net aparent sobre un objecte (quan es veu des d'un cert marc de referència) no provoca cap rotació de l'objecte, i en ambdós casos això s'explica tenint en compte correctament, de manera relativista, la transformació de totes les forces rellevants, els moments i les acceleracions produïdes per ells. Janssen (1995) revisa la història primerenca de les descripcions d'aquest experiment.

### Corrent de Laue
La primera solució de la paradoxa de Trouton-Noble va ser donada per Hendrik Lorentz (1904). El seu resultat es basa en la suposició que el parell i la quantitat de moviment a causa de les forces electroestàtiques es compensen pel parell i la quantitat de moviment a causa de les forces moleculars. Tanmateix, no es coneix cap mecanisme de com una transformació de Lorentz podria produir aquestes forces moleculars. A més, si dues càrregues puntuals estan connectades per una corda flexible, cap força molecular podria produir un moment de gir.
Això va ser elaborat més detalladament per Max von Laue (1911), qui va donar la solució estàndard per a aquest tipus de paradoxes. Es basava en l'anomenada " inèrcia de l'energia " en la seva formulació general de Max Planck. Segons Laue, un corrent d'energia connectat amb un cert moment ("corrent de Laue") es produeix en cossos en moviment per tensions elàstiques. El parell mecànic resultant en el cas de l'experiment de Trouton-Noble és:
{\displaystyle \tau =E'{\frac {v^{2}}{c^{2}}}\sin 2\alpha '}
i en la palanca d'angle recte:
{\displaystyle \tau =L_{0}\cdot f'_{x}\cdot {\frac {v^{2}}{c^{2}}}}
que compensa exactament el parell electromagnètic esmentat anteriorment, per la qual cosa no es produeix cap rotació en ambdós casos. O en altres paraules: el parell electromagnètic és realment necessari per al moviment uniforme d'un cos, és a dir, per impedir que el cos giri a causa del parell mecànic causat per les tensions elàstiques.
Des de llavors, han aparegut molts articles que han elaborat sobre el corrent de Laue, aportant algunes modificacions o reinterpretacions, i incloent diferents variants de momentum "ocult".

### Força i acceleració
Richard C. Tolman i Paul Sophus Epstein van publicar una solució sense forces compensatòries ni redefinicions de força i equilibri el 1911. Van aplicar la noció d'una massa relativista que era diferent en la direcció longitudinal i la direcció transversal, de manera que la força i l'acceleració no sempre tenen la mateixa direcció. El paper que juga el concepte de força en la relativitat és molt diferent del de la mecànica newtoniana. Franklin (2006) va arribar a una conclusió similar, utilitzant una massa invariant que no canviava amb la direcció, però utilitzant el fet que la direcció de l'acceleració relativista és diferent de la direcció de la força relativista.
Epstein va imaginar una vareta sense massa amb extrems OM, que està muntada al punt O, i una partícula amb massa en repòs m està muntada a M (vegeu ). La vareta forma l'angle {\displaystyle \tan \alpha '} amb l'eix y'. Ara una força {\displaystyle f'} cap a O s'aplica a M, i l'equilibri en el seu sistema de referència en repòs s'aconsegueix quan {\displaystyle {\tfrac {f'_{x}}{f'_{y}}}=\tan \alpha '}. Com ja s'ha mostrat anteriorment, aquestes forces tenen la forma en un marc de referència no comòbil:
{\displaystyle f_{x}=f'_{x},\ f_{y}=f'_{y}\cdot {\sqrt {1-{\frac {v^{2}}{c^{2}}}}},\ \tan \alpha =\tan \alpha '{\sqrt {1-{\frac {v^{2}}{c^{2}}}}}}
Així {\displaystyle {\frac {f_{x}}{f_{y}}}={\frac {\tan \alpha }{1-{\frac {v^{2}}{c^{2}}}}}}.
Per tant, la força resultant no apunta directament de O a M. Això provoca una rotació de la vareta? No, perquè Epstein ara considerava les acceleracions causades per les dues forces. Va utilitzar el concepte d'una massa relativista que era diferent en la direcció longitudinal i la direcció transversal de manera que
{\displaystyle m_{\rm {long.}}={m_{0}\gamma ^{3}},\ m_{\rm {tr.}}=m_{0}\gamma ,\quad {\rm {where}}\quad \gamma ={\frac {1}{\sqrt {1-{\frac {v^{2}}{c^{2}}}}}}}
Les expressions relativistes en el cas on una massa m és accelerada per aquestes dues forces en la direcció longitudinal i transversal, són
{\displaystyle a_{x}={\frac {f_{x}}{m\gamma ^{3}}},\ a_{y}={\frac {f_{y}}{m\gamma }}}
Així {\displaystyle {\frac {a_{x}}{a_{y}}}=\tan \alpha }.